# Ptichodis refracta
Ptichodis refracta är en fjärilsart som beskrevs av Walker 1858. Ptichodis refracta ingår i släktet Ptichodis och familjen nattflyn. Inga underarter finns listade.